# Plešivica (żupania medzimurska)
Plešivica – wieś w Chorwacji, w żupanii medzimurskiej, w gminie Selnica. W 2011 roku liczyła 115 mieszkańców.